# Margot ter Metz
Margot ter Metz (* um 1949, verheiratete Margot Kramer) ist eine niederländische Badmintonspielerin.

## Karriere
Margot ter Metz siegte 1968 bei den Juniorenmeisterschaften in den Niederlanden, wobei sie die Dameneinzelkonkurrenz für sich entscheiden konnte. Zwei Jahre später gewann sie ihren einzigen nationalen Titel bei den Erwachsenen in den Einzeldisziplinen. Diesen erkämpfte sie sich mit ihrer Schwester Lily ter Metz im Damendoppel.

## Sportliche Erfolge
| Saison | Veranstaltung                                   | Disziplin   | Platz | Name                            |
| ------ | ----------------------------------------------- | ----------- | ----- | ------------------------------- |
| 1966   | Niederlande: Einzelmeisterschaften der Junioren | Dameneinzel | 1     | Margot ter Metz                 |
| 1968   | Niederlande: Einzelmeisterschaften              | Damendoppel | 1     | Margot ter Metz / Lily ter Metz |